# Ivan Nielsen
Ivan Nielsen (født 9. oktober 1956) er en tidligere dansk landsholdsspiller og træner i fodbold. Han nåede at spille 51 A-landskampe i midtforsvaret (1980-1989), men scorede ingen mål, samt syv U/21-landskampe. Ivan Nielsen var med ved EM i 1984 (Frankrig), VM i 1986 (Mexico), EM i 1988 (Tyskland).
Han var med til at vinde Mesterholdenes Europa Cup finale 1988 for PSV Eindhoven.
Han spiller i dag angriber på oldboys i Dragør Boldklub. Ivan Nielsen er uddannet blikkenslager.

## Hæder
- Hollandsk mester 4 gange
- Hollandsk pokalvinder 4 gange
- PSV Eindhoven: Europa Cup'en 1988
- FC København: Danmarksmester 1993